# Løvsangere
Phylloscopidae (løvsangere) er en familie af mindre spurvefugle, hvor de fleste arter er udbredt i Afrika og Eurasien. De to slægter i denne familie var tidligere end del af Sylviidae, der da omfattede alle sangere.
I Danmark findes kun repræsentanter fra slægten Phylloscopus.

## Slægter
Familien Phylloscopidae omfatter to slægter:
- Phylloscopus (66 arter, fx løvsanger)
- Seicercus (11 arter, fx kastanjekronet sanger)